# 이리나 나자로바
이리나 빅토로브나 나자로바(러시아어: Ирина Викторовна Назарова, 1957년 7월 31일 ~ )는 주로 400m 경기에 참가한 러시아의 육상 선수로 디나모에서 훈련하였다.
칼리닌그라드에서 태어난 나자로바는 1980년 모스크바 올림픽에 참가하여 자신의 팀 동료 타티야나 프로로첸코, 타티야나 고이시치크, 니나 주시코바와 함께 여자 1600m 계주에서 금메달을 획득하였다.

## 참조
- sports-reference